# Shah Wali Kot

Districts de la province de Kandahâr, Shah Wali Kot en rose pâle.

Shah Wali Kot est un district situé dans le nord de la province de Kandahâr en Afghanistan. Les districts contigus sont Khakrez à l'ouest, Naish au nord ainsi que Daman et Arghandab au sud. Le district partage sa frontière nord avec la province d'Oruzgan et sa frontière est avec la province de Zabol. La population du district était de 38 400 habitants en 2006. Le centre administratif du district est situé dans sa partie sud. Le district a été connu comme étant une place forte des Talibans.

## Crédit d'auteurs
- (en) Cet article est partiellement ou en totalité issu de l’article de Wikipédia en anglais intitulé « Shah Wali Kot District » (voir la liste des auteurs).